# Arènes d'Hagetmau
Les arènes d'Hagetmau, dont la première construction en dur a été réalisée en 1963, sont les arènes municipales de la commune de Hagetmau, située dans le département français des Landes, dans la région Nouvelle-Aquitaine. Elles peuvent contenir 4 500 personnes selon l'étude de Jean-Baptiste Maudet, 4000 selon les chiffres donnés sur le site Torofiesta, 4500 selon le Conseil d'architecture, d'urbanisme et d'environnement des Landes.

## Présentation
Ce sont des arènes municipales fixes, construites en béton. Elle succèdent à de vieilles arènes en bois longtemps utilisées sur la place du Marché, puis place des Arènes. Elles sont situées à côté du stade. Elles ont connu plusieurs rénovations .

## Tauromachie
Les arènes accueillent à la fois des courses landaises et des courses espagnoles qui sont principalement des novilladas et des becerradas. La « feria du novillo » propose selon les années, deux ou trois novilladas non piquées et deux ou trois becerradas. En 2013, on annonce les ganaderías Miura et Cebada Gago pour les novillos, et d'Alma Serena  pour les erales. Cette feria du novillo a accueilli l'enfant torero Michelito Lagravère en 2008, alors qu'il était interdit à Arles et Fontvieille.
La feria de la course landaise principale a lieu début août. Une compétition d'écarteurs et de sauteurs est organisée à ce moment-là.